# Bagan Sapta Permai
Bagan Sapta Permai is een bestuurslaag in het regentschap Rokan Hilir van de provincie Riau, Indonesië. Bagan Sapta Permai telt 1572 inwoners (volkstelling 2010).